# بهمن هاشمی
بهمن هاشمی با نام تولد اکبر میرزاهاشمی (زادهٔ ۱ مرداد ۱۳۴۱) صداپیشه و مجری تلویزیونی ایرانی است. اولین حضور و فعالیت‌های او در تلویزیون در سال ۱۳۷۱ به دعوت کیومرث صالح نیا مدیر وقت گروه ورزش شبکه دو انجام شد؛ ورود او به دوبله و گویندگی از طریق خسرو خسروشاهی صورت گرفت و در ادامه موفق به همکاری با بسیاری از مدیران دوبلاژ شد که در این میان همکاری با بهرام زند در آثاری چون ناوارو پررنگ تر بود.
همچنین گویندگی او در تیتراژ سریال هشدار برای کبرا ۱۱ به مدیریت دوبلاژ ناصر طهماسب او را در این عرصه به اوج رساند، بعدها خود توانست به مدیریت دوبلاژ برخی آثار در تلویزیون نیز برسد.
بهمن هاشمی چند دهه سابقه اجرای برنامه تلویزیونی (زنده) و استیج های متفاوت سازمان های مختلف از جمله مسابقه‌ها، جُنگ‌های شبانه و دیگر موارد مشابه را در کارنامه خود دارد همچنین تهیه کنندگی تئاتر و چندین برنامه تلویزیونی و ارگانی.
بهمن هاشمی به واسطه بازی در سریال محاکمه (مجموعه تلویزیونی) به کارگردانی حسن هدایت و بازی در فیلم سینمایی قلقلک به کارگردانی بیژن امکانیان و بازی در قسمت دوم سریال پایتخت به کارگردانی سیروس مقدم سابقه بازیگری نیز دارد؛ تنها برنامه ضبطی ایشان برنامه میدان میباشد که به روی آنتن رفته است.